# Стояк посадковий

Стояк посадковий (рос. стойка посадочная, англ. yielding support; нім. Stempelbock m, Bruchkantenstempel m) — кріпильний стояк підвищеної несучої спроможності, призначений для використання як посадкове кріплення лави. Встановлюється на межі між привибійним і виробленим простором для керування обваленням чи плавним опусканням покрівлі. Застосовуються піддатливі стояки тертя та стояки гідравлічні.